# 克拉嫩东克
克拉嫩东克（荷蘭語：Cranendonck）是荷蘭的一個市镇，位於荷蘭南部。克拉嫩东克於北布拉班特省，靠近艾恩德霍芬。

## 外部連結
- 维基共享资源上的相關多媒體資源：克拉嫩东克
- Official website （页面存档备份，存于）